# Maria Canals i Cendrós
Maria Remei Canals i Cendrós (Barcelona, 1914 - Barcelona, 28 de julio de 2010) fue una pianista española. En 1982 el gobierno francés le concedió la medalla de Caballero de la orden de las Artes y de las Letras y en 1990 recibió la Cruz de Sant Jordi de la Generalidad de Cataluña. El Concurso Internacional de Música Maria Canals de Barcelona dirigido a jóvenes pianistas lleva su nombre.

## Trayectoria
Cursó estudios en la escuela municipal de música de Barcelona con su padre Joaquim Canals y Lluís Millet y se perfeccionó con Ricardo Viñes. Como solista empezó de muy joven su carrera internacional, colaborando con orquestas como la de París, Lausana, San Remo, Barcelona, etc. bajo la dirección de eminentes directores como Herbert Brün, Maurice Le Roux, Jacques Bovy, Victor Desarzens, Eduard Toldrà, Joan Pich Santasusana o Farina. Entre su amplio repertorio destacan los estrenos de algunas de las obras de los compositores catalanes más importantes de la primera mitad del siglo XX, especialmente las de Manuel Blancafort con quién compartió una relación personal y musical muy intensa.
Ejerció una notable tarea pedagógica en la Academia de Música Ars Nueva, fundada con su marido el poeta Rossend Llates i Serrat en 1948 y en 1954 creó el Concurso Internacional de Música María Canals, de gran eco internacional en el cual han intervenido como miembros del jurado importantes personalidades de la música como el compositor francés Alexis Roland-Manuel. También hizo conciertos en el Palacio de la Música Catalana.
Murió el miércoles 28 de julio de 2010 en Barcelona, a la edad de 96 años.

## Obras
- Una vida dins la música, històries en rosa i negre (Barcelona: Editorial Selecta, 1970)
- Le Fou de Bor i cavitats de l'Alta Vall del Segre (colab. Carles Ribera i Ramón Viñas; Barcelona: Montblanc, 1970)
- Quaranta anys de vida del Concurs d'Execució Musical, alguns records (presentació de Joan Rigol i Roig; Barcelona: Abadia de Montserrat, 1998)